# سینمای سنگال

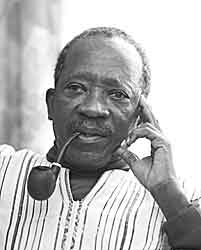
عثمان سمبن در ۱۹۸۷، پایه‌گذار سینمای سنگال

سینمای سنگال یک صنعت فیلم‌سازی نسبتاً کوچک است که از دهه ۱۹۶۰ تا اوایل دهه ۱۹۸۰ به اوج رسید. بررسی سینمای سنگال به دوران قبل و بعد از استقلال این کشور از فرانسه در سال ۱۹۶۰ مربوط است. سینمای حال حاضر سنگال اگرچه نسبت به دهه ۷۰ که عصر طلایی سینمایی این کشور نامیده می‌شود، افول کرده است اما هنوز سینمای این کشور یکی از معتبرترین‌ها در سینمای آفریقا و همچنین در سینمای فرانسوی زبان است. هم‌اکنون تولید سرانه فیلم بلند در سنگال ۱۲ و فیلم مستند ۸ عدد برآورد شده است.

## سینمای پس از استقلال
در سال ۱۹۵۵ اولین فیلم بومی تاریخ سینمای سنگال به نام آفریقا در رود سن توسط پائولین سومانو ویئیرا تولید شد. هم او چندین فیلم کوتاه و مستند دیگر دربارهٔ سنگال تا قبل از استقلال این کشور ساخت.
سینمای پس از استقلال سنگال با نام عثمان سمبن، نویسنده، بازیگر، نمایش‌نامه نویس و کارگردان سنگالی گره خورده است. سمبن به عنوان یک نویسنده و شاعر، بسیاری از آثار خود را به زبان تصویر درآورد. در سال ۱۹۶۳ فیلم کوتاه ۲۰ دقیقه‌ای او با عنوان واگن به زندگی مردم سنگال می‌پرداخت و یک اثر تأثیرگذار بود. گفته می‌شود واگن احتمالاً اولین فیلم حرفه‌ای است که توسط یک سیاهپوست آفریقایی ساخته شده است. در ۱۹۶۶ عثمان سمبن با کارگردانی فیلم دختر سیاه اولین فیلم بلند سینمایی تاریخ سینمای سنگال را ثبت کرد. فیلمی که از یکی از نوول‌های نوشته خودش به همین نام اقتباس کرده بود. جاناتان رزنبام فیلم دختر سیاه را یک اثر موجه و باوقار و صدای آفریقای مستقل نامید.

## دوره طلایی دهه ۷۰
اولین جایزه بین‌المللی سینمای سنگال توسط عثمان سمبن و با فیلم خدای دیولا در سال ۱۹۷۱ از هفتمین جشنواره بین‌المللی فیلم مسکو بدست آمد. این فیلم برنده جایزه نقره‌ای این جشنواره شد.
دیگر سینماگر تأثیر گذار این دهه جیبریل دیوپ مامبتی بود. عمده آثار سینمایی او بر واقع‌گرایی اجتماعی اشاره داشتند. سفر کفتار محصول ۱۹۷۲ یکی از مهم‌ترین آثار وی در زمینه واقع گرایی اجتماعی است. سفر کفتار در جشنواره فیلم کن ۱۹۷۳ موفق به دریافت جایزه منتقدان و در هشتمین جشنواره بین‌المللی فیلم مسکو به دیپلم افتخار دست پیدا کرد.
سافی فیه کارگردان زن سنگالی با ۲ فیلم موفق عابر (۱۹۷۲) و نامه‌های روستایی (۱۹۷۵) از دیگر سینماگران مؤثر و پیشرو در این دهه بود.
بن‌دیوگی‌بی دیگر سینماگر متعلق به عصر طلایی سینمای سنگال است. ۲ فیلم او شاهزادگان سیاه سن ژرمن-د-پرز (۱۹۷۲) و سامبا تالی از مهم‌ترین فیلم‌های سنگالی است. بن‌دیوگی‌بی همچنین فیلم‌نامه اولیه فیلم اردوگاه تیارو را برای عثمان سمبن نوشت. این فیلم در سال ۱۹۸۸ موفق به دریافت جایزه ویژه هیئت داوران از چهل و پنجمین جشنواره بین‌المللی فیلم ونیز شد.

## ۱۹۸۰ تاکنون
ماهاما جانسون ترائوره با فیلم طب سنتی (۱۹۸۲)، خدی سیلا با فیلم یک پنجره باز (۲۰۰۵)، منصور سوراواد با فیلم آتش‌سوزی‌های منصره (۲۰۰۹)، الاسان دیاجو با فیلم اشک‌هایی برای مهاجرت (۲۰۱۰)، موسی سین ابسا با فیلم یول (۲۰۱۰)، آلن گومیس با فیلم فیلیسیته (۲۰۱۷) و ماتی دیوپ با فیلم آتلانتیک (۲۰۱۹) از دیگر فیلمسازان مطرح سنگالی در ۲ دهه اخیر هستند.